# Cyaniris kalawari
Cyaniris kalawari är en fjärilsart som beskrevs av Ribbe 1926. Cyaniris kalawari ingår i släktet Cyaniris och familjen juvelvingar. Inga underarter finns listade i Catalogue of Life.